# Сова біла
Сова біла (Nyctea scandiaca, Bubo scandiacus) — один з найбільших птахів ряду совоподібних. В Україні рідкісний залітний вид. Зрідка можна зустріти взимку в лісовій та лісостеповій смугах, іноді в степовій зоні, здебільшого на відкритих просторах

## Опис

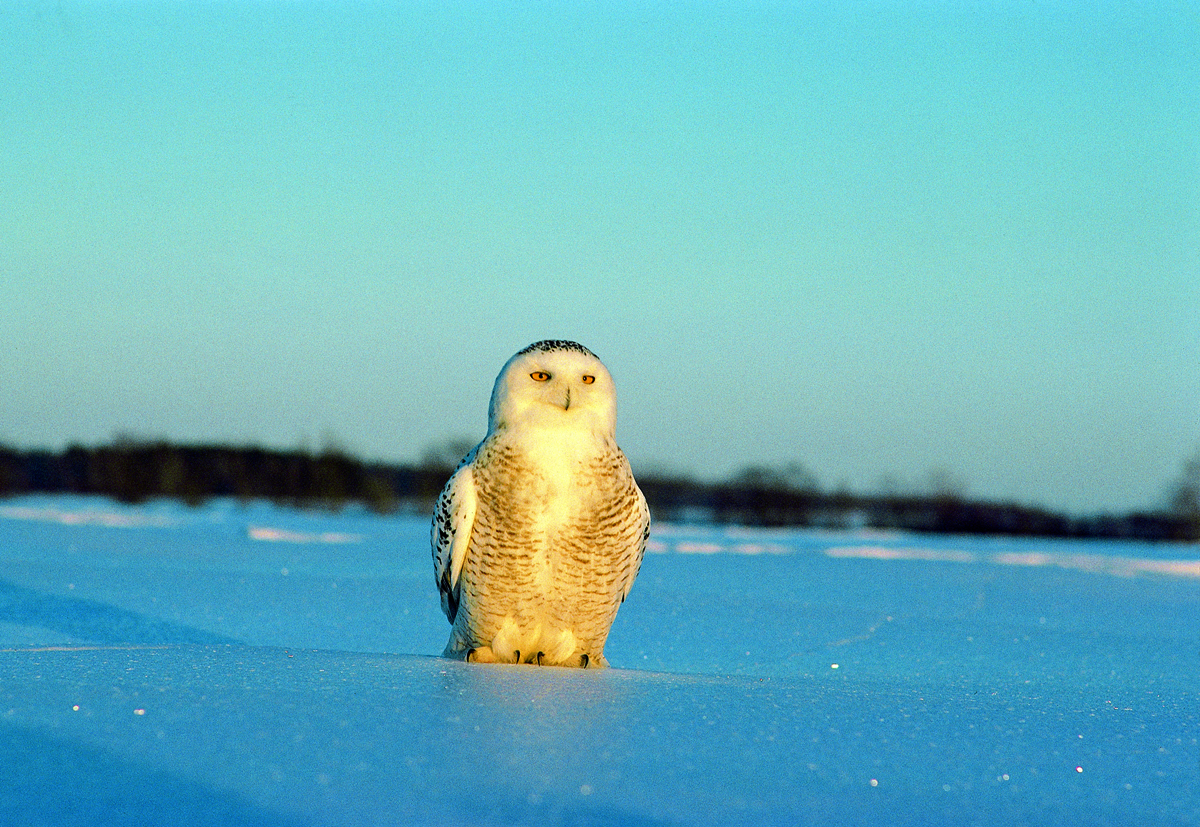
Біла сова в Канаді

Велика за розміром сова — маса тіла 0,7-2,6 кг, довжина тіла 55-65 см, розмах крил 142—166 см. Дорослий самець білий, на плечах і крилах окремі сірувато-бурі плями; дзьоб чорний; райдужна оболонка ока жовта. У дорослої самки темно-бурі плями по всьому тілу. Молодий птах нагадує дорослу самку, але має більші за розміром плями. Плесно і пальці оперені.

## Поширення
Поширена в тундрі Євразії та Північної Америки, а також на островах Північного Льодовитого океану. Взимку залітає в південні зони до степів і пустель включно. Відомі зальоти в Хмельницьку область і Крим, на Північний Кавказ, в Афганістан, Монголію, на Бермудські острови.

## Розмноження

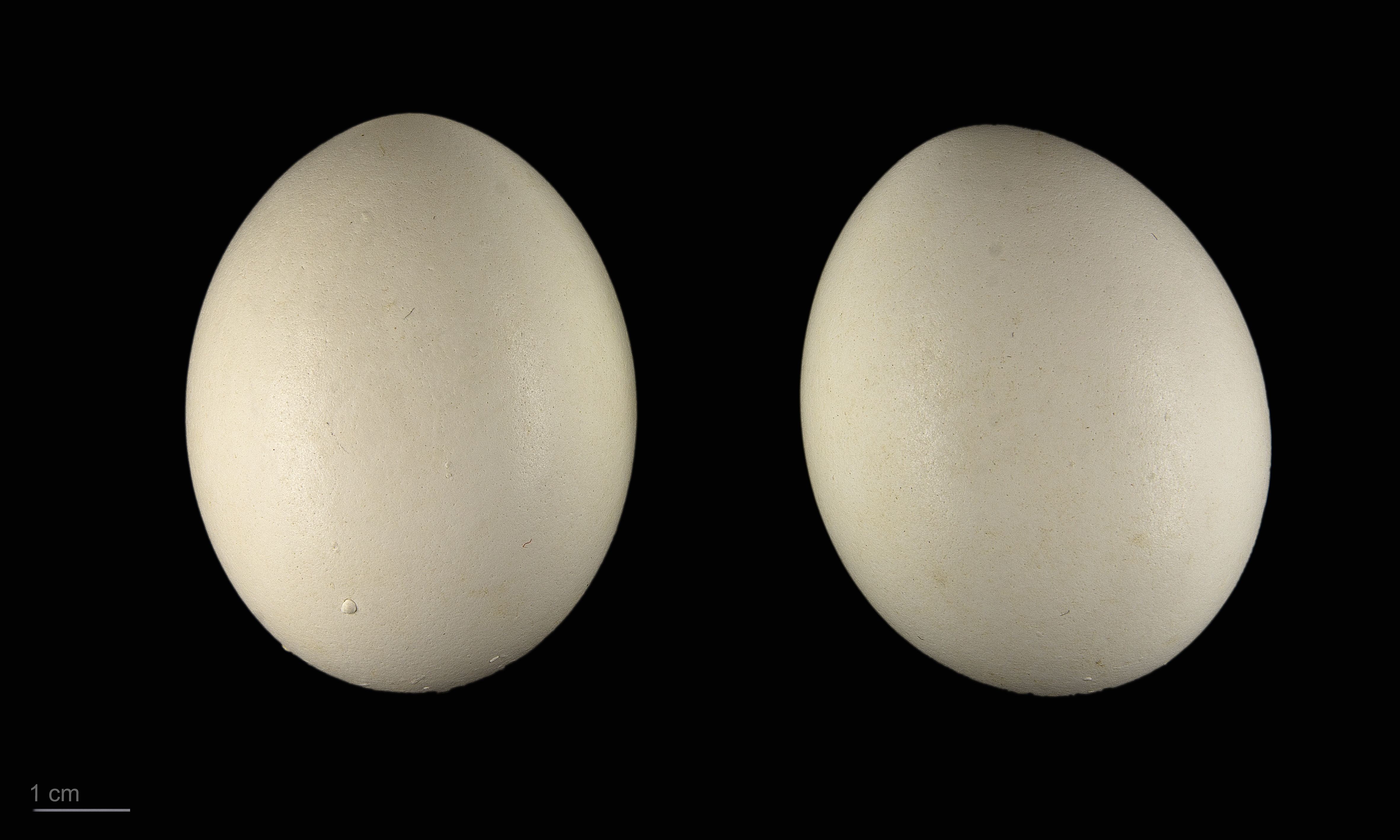
Яйця білої сови в оологічній колекції, Тулузький музей

Розмножується в травні — червні. У кладці зазвичай 5-8 яєць; а в роки багаті на поживу — до 11-16. Гніздо у вигляді ямки, вистеленої мохом, на землі. Самка насиджує кладку протягом 32-34 днів, самець носить їй і виводку здобич. Пташенята вилуплюються по одному в день, тому вони в гнізді різновікові і молодші часто не виживають. Здатними до польоту молоді сови стають на 51-57 день.

## Живлення
Живиться біла сова гризунами (передовсім лемінгами), птахами і навіть рибою; полює вдень.

## Викопні рештки
Викопні рештки білої сови відомі з плейстоцену і голоцену Англії, Німеччини, Чехословаччини, з ранньоголоценових відкладів Чернігівщини (Мезин).